# Villa Riachuelo
Villa Riachuelo é um bairro da cidade argentina de Buenos Aires.
Estende-se pelas ruas Av. General Paz, Unanué, Lisandro de la Torre, Av. Cnel. Roca y Escalada, e pelo Riachuelo. Limita-se com os bairros de Villa Lugano ao norte, Villa Soldati ao leste, e com as localidades de Lanús e Banfield ao sul, e Villa Madero ao oeste.
Na Villa Riachuelo se encontra o Autódromo Juan y Oscar Alfredo Gálvez (que foi sede em 20 oportunidades do Grande Prêmio da Argentina de Fórmula 1, assim como em 10 vezes sediou o Gran Premio de Argentina de Motociclismo), e a ponte de la Noria.

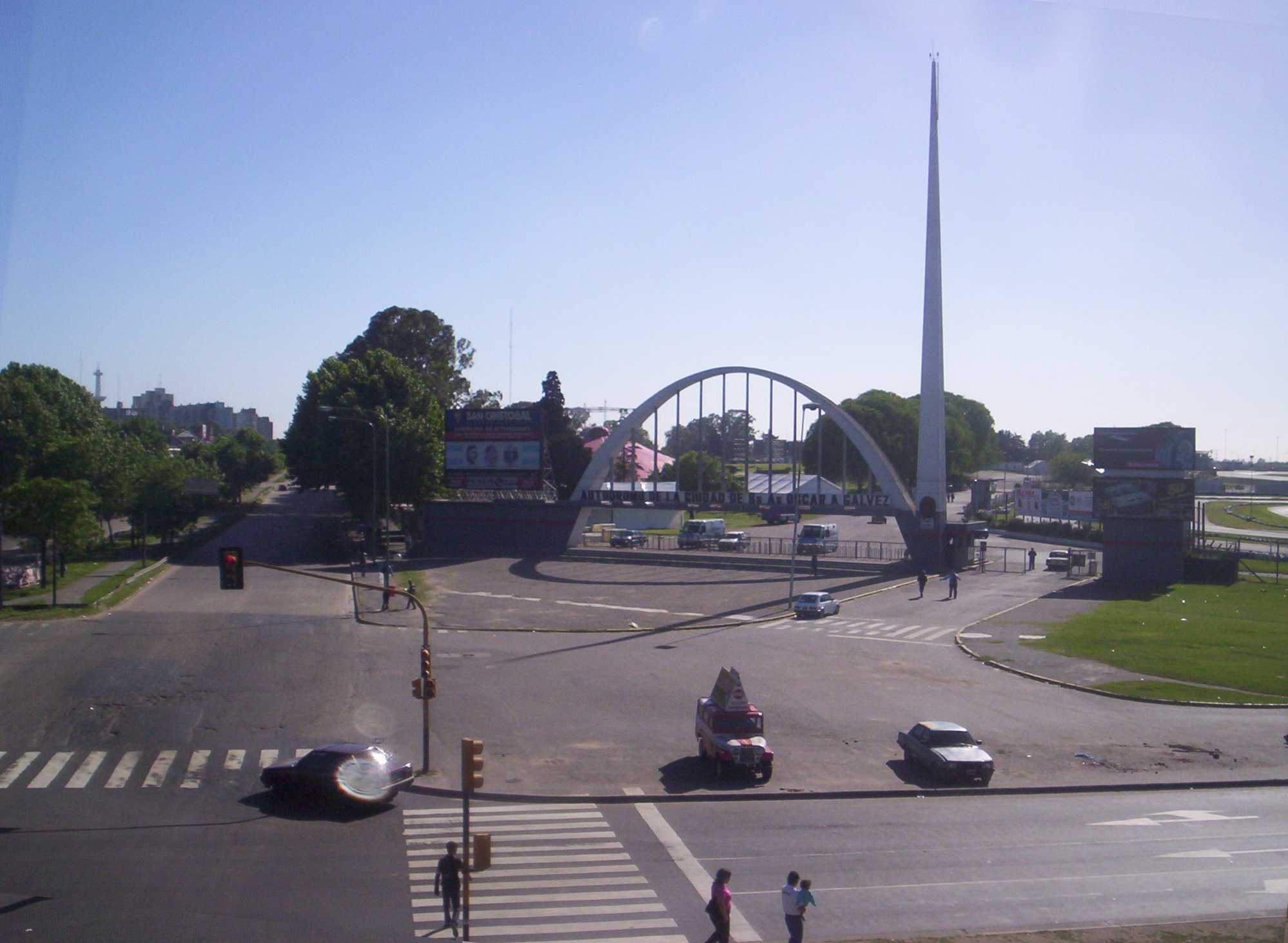
Vista do Autódromo

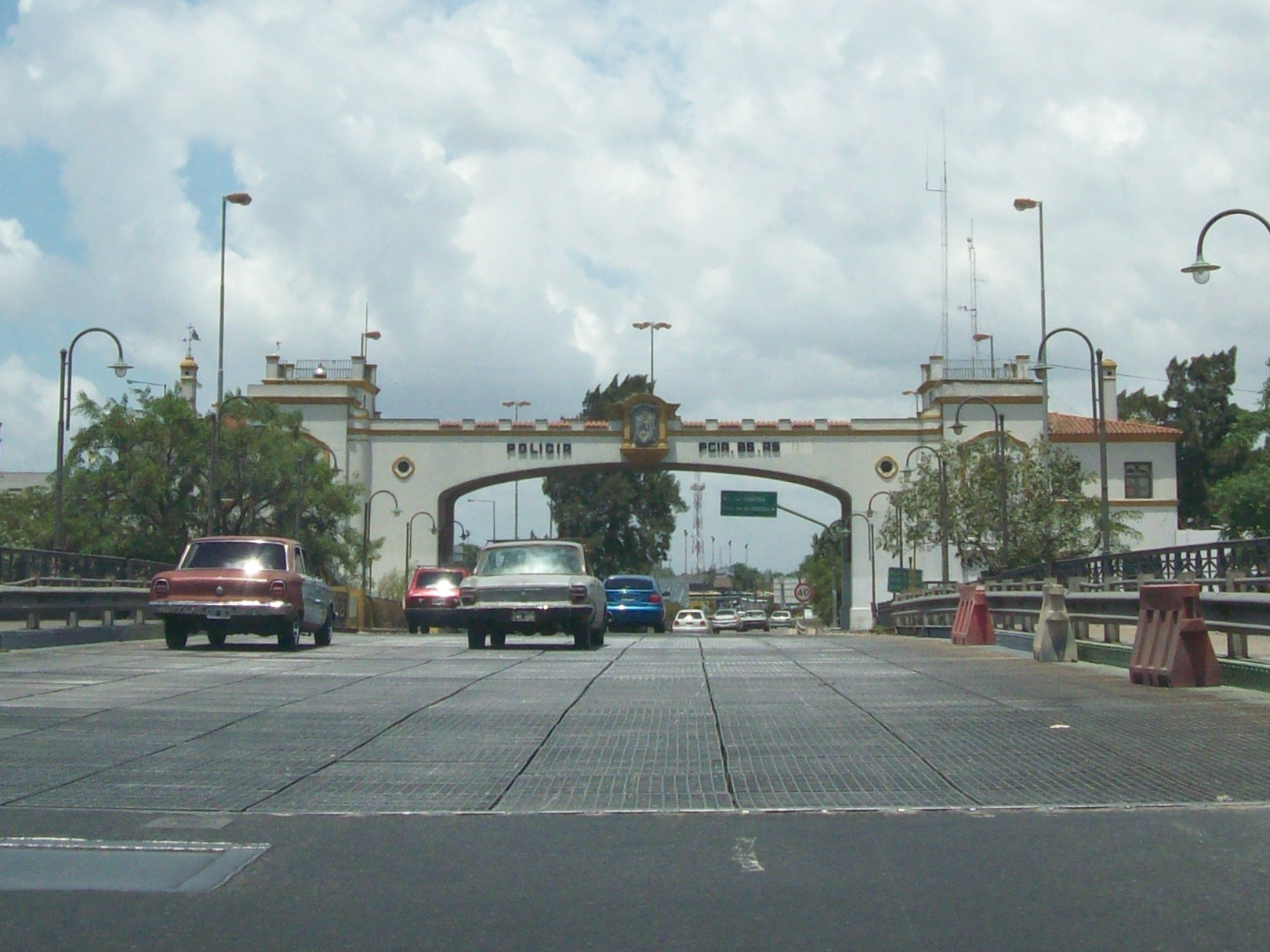
Ponte de la Noria

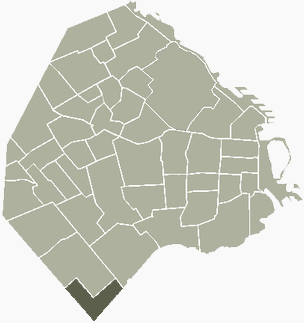
Mapa de Villa Riachuelo em Buenos Aires